# ويلينغتون ويب
ويلينغتون ويب (بالإنجليزية: Wellington Webb)‏ هو سياسي أمريكي، ولد في 17 فبراير 1941 في شيكاغو في الولايات المتحدة. حزبياً، نشط في الحزب الديمقراطي. وقد انتخب List of mayors of Denver ‏.